# 23734 Kimgyehyun
23734 Kimgyehyun è un asteroide della fascia principale. Scoperto nel 1998, presenta un'orbita caratterizzata da un semiasse maggiore pari a 2,2141627 UA e da un'eccentricità di 0,1184913, inclinata di 6,20670° rispetto all'eclittica.